# Russische und sowjetische Kriegsgräberstätten in der Stadt Solingen
In der kreisfreien Stadt Solingen gibt es vier russische und sowjetische Kriegsgräberstätten. Das Gräbergesetz in Deutschland garantiert die Unverletzlichkeit dieser Gräber. Die Kosten für die Grabpflege übernimmt die Bundesrepublik Deutschland. Unterhalten werden die Gräber von den Technischen Betrieben Solingen.
| Bild | Lage                          | Adresse |
| ---- | ----------------------------- | --- |
|      | 51° 12′ 20,3″ N, 7° 4′ 8,9″ O | Parkfriedhof Solingen in Gräfrath (Denkmal 163), Wuppertaler Straße: Grabstätte für sowjetische Zwangsarbeiter, darunter 20 Kinder, des Zweiten Weltkriegs |
|      | 51° 9′ 28″ N, 7° 6′ 18,6″ O   | Evangelischer Friedhof Grünbaumstraße: Grabstätte für sowjetische Opfer des Zweiten Weltkriegs, darunter ein Zwangsarbeiterkind                            |
|      | 51° 9′ 37″ N, 6° 58′ 56,6″ O  | Waldfriedhof Solingen in Ohligs, Hermann-Löns-Weg: Grab eines sowjetischen Opfers des Zweiten Weltkriegs                                                   |
|      | 51° 8′ 7,8″ N, 7° 8′ 23,4″ O  | Burg-Friedhof, Friedhofsweg, 15 Gräber sowjetischer Opfer des Zweiten Weltkriegs, 2021 umgebettet vom ehemaligen Kommunalfriedhof Burg an der Wupper       |